# Hieracium picroides
Hieracium picroides là một loài thực vật có hoa trong họ Cúc. Loài này được Vill. mô tả khoa học đầu tiên năm 1812.